# Radmanići
Radmanići (en serbe cyrillique : Радманићи) est un village de Bosnie-Herzégovine. Il est situé sur le territoire de la ville de Banja Luka et dans la république serbe de Bosnie. Selon les premiers résultats du recensement bosnien de 2013, il ne compte plus aucun habitant.

## Démographie

### Évolution historique de la population dans la localité
| 1948 | 1953 | 1961 | 1971 | 1981 | 1991 | 2013 |
| ---- | ---- | ---- | ---- | ---- | ---- | ---- |
| -    | -    | 978  | 934  | 0    | 0    | 0    |

|  |